# Uromyces asclepiadis
Uromyces asclepiadis är en svampart som beskrevs av Cooke 1877. Uromyces asclepiadis ingår i släktet Uromyces och familjen Pucciniaceae.   Inga underarter finns listade i Catalogue of Life.